# День залізничника
День залізничника — професійне свято працівників залізничного транспорту. В Україні відзначається щорічно — 4 листопада. 
Головним органом управління залізничним транспортом в Україні є Укрзалізниця, яка забезпечує 3 % ВВП країни. До сфери Укрзалізниці входять Донецька, Львівська, Одеська, Південна, Південно-Західна та Придніпровська залізниці, а також інші підприємства та організації єдиного виробничо-технологічного комплексу. Загалом залізничний транспорт забезпечує 56 % вантажних і 43 % пасажирських перевезень, здійснюваних всіма видами транспорту. На сьогодні в сфері Укрзалізниці працюють понад 272 тис. осіб. За обсягами вантажних перевезень залізниці України займають четверте місце на Євразійському континенті, поступаючись лише залізницям Китаю, Росії та Індії. Згідно з рейтингом Всесвітнього економічного форуму, українські залізниці займають 37 місце у світі, що не так вже й погано, враховуючи, що за автошляхами Україна у другій сотні, а за авіаперевезеннями в кінці першої. Територією України проходять 4 Міжнародні транспортні коридори. Довжина національної мережі залізничних транзитних коридорів в Україні становить 3162 км.

## Історія свята
Свято День залізничника (рос. День железнодорожника) було засноване в Російській імперії у 1896 році з нагоди дня народження імператора Миколи I, який почав будівництво залізниць. Святкувалося воно щорічно 25 червня аж до 1917 року. Після 1917 року свято було забуте майже на двадцять років. Відновлення святкування дня залізничника в СРСР пов'язане з прийомом керівним діячем КПРС і диктатором СРСР Йосипом Сталіном залізничників у Кремлі 30 липня 1935 року. Постановою Уряду від 28 липня 1936 був установлений день професійного свята залізничників 30 липня. Пізніше за постановою РНК СРСР від 9 липня 1940 року його святкування перенесли на найближчий вихідний день — першу неділю серпня (святкується досі в Росії, а також у Білорусі, Казахстані, Киргизстані та Болгарії).
Після здобуття Україною незалежності, у 1993 році тодішнє керівництво Державна адміністрація залізничного транспорту України закріпило царсько-радянську традицію і внесло відповідні пропозиції Президенту України. Свято було встановлено в Україні «…на підтримку ініціативи працівників залізничного транспорту України…» згідно з Указом Президента України «Про День залізничника» від 15 липня 1993 року № 257/93-рп і відзначалося у першу неділю серпня. 
Після призначення у 2000 році генеральним директором Державна адміністрація залізничного транспорту України Георгія Кірпи Президенту України була внесена пропозиція про відзначення Дня залізничника 4 листопада. Згідно з Указом Президента України «Про внесення зміни до Указу Президента України від 15 липня 1993 року № 257» від 11 грудня 2002 р. № 1140/2002 День залізничника відзначається щорічно 4 листопада. Ініціатором святкування саме цього дня була Львівська залізниця.
Саме 4 листопада 1861 року з Відня через Перемишль до залізничного вокзалу Львова прибув перший поїзд на територію сучасної України. Цей день вважається початком історії залізниць в Україні. 
До незалежності України офіційна історіографія називала першою залізничною лінією ділянку Одеса — Балта, яка була побудована на 5 років пізніше від лінії Перемишль — Львів. Комуністичний режим замовчував усі досягнення на тій території сучасної України, яка належала не до царської Росії, а до Австро-Угорщини.

## Свято в світі
- Азербайджан — 13 жовтня, як «День працівників азербайджанської залізниці»
- Естонія — 21 серпня, як «День історії залізниць» (EST.  Raudtee Ajaloo päev) в пам'ять про прибуття першого поїзда з Таллінна до Тарту в 1876 році,
- Казахстан — перша неділя серпня, як «День працівників транспорту і зв'язку» (Көлік және байланис қизметкерлері күні), встановленого Законом Республіки Казахстан від 13 грудня 2001 року (№ 267-II)
- Киргизстан — перша неділя серпня, як «День залізничника», від 3 серпня 1994 року (№ 578)
- Литва — 28 серпня, як «День залізничника» (Geležinkelininko Diena) з нагоди закінчення 1860 року будівельних робіт на залізничній ділянці Двинськ — Вільно  Варшавсько-Санкт-Петербурзької залізниці[3];
- Латвія — 5 серпня, як «День повороту» (Dzelzceļnieku Diena), в пам'ять про створення Латвійської залізниці у 1919 році;

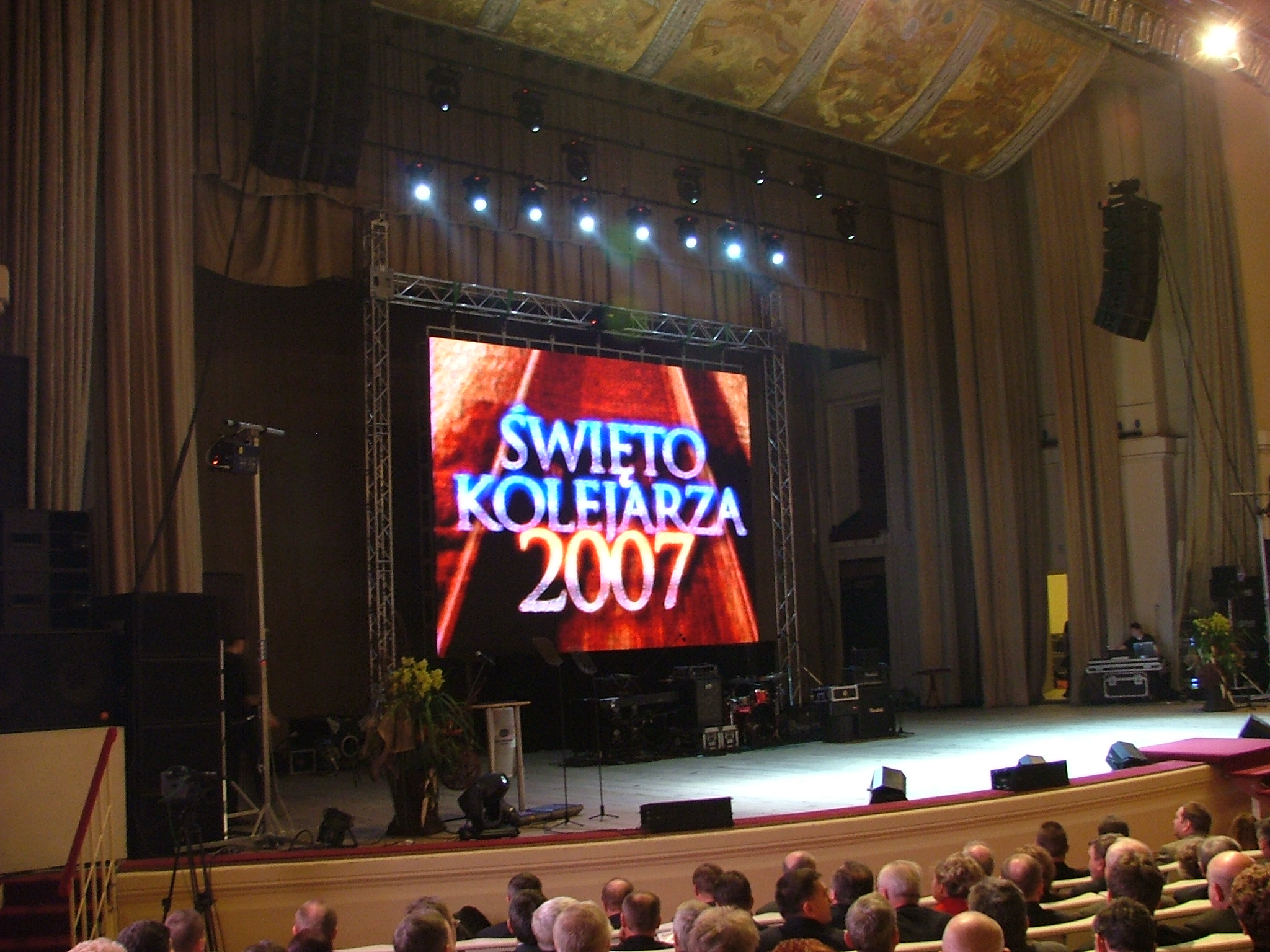
центральний концерт Свята залізничників у Польщі, 2007 рік, Варшава, Зала Конгресів

- Польща — з 1981 року День залізничного транспорту святкується 25 листопада в день Св. Катерини Олександрійської, покровительки Польських залізниць[4];
- Боснія і Герцеговина — 15 квітня як «День залізничника» (Dan Железнічар), річниця загального страйку залізничників колишньої Югославії в квітні 1920 року[5];
- Болгарія — першу неділю серпня, як «День залізничника» (Ден на Железничара) в пам'ять про пуск першої залізничної лінії в 1888 році на початку серпня, за маршрутом Димитровград — Софія — Белово[5];
- Хорватія — 5 жовтня, як «День хорватських залізниць» (Dan Hrvatskih željeznica) на згадку про відокремлення хорватської залізниці від залізниці колишньої Югославії і приєднання до міжнародної асоціації МСЗ в 1990 році, і 15 квітня в «Міжнародний день Залізничників» („Międzynarodowy Dzień Kolejarza” або „Međunarodni dan željezničara”) — річниця загального страйку залізничників у Югославії в квітні 1920 року[5];
- Чехія — зазвичай у четверту суботу вересня, як «День залізниці» (Den železnice) на згадку про відправлення першого поїзда Джорджа Стефенсона зі Стоктон-он-Тіс в Дарлінгтоні Англія 1825 р.[5];
- Німеччина — неофіційне свято промисловості. «День німецьких залізничників» (Tag де Deutschen Eisenbahners) відзначався у Третьому Рейху на вшанування досягнень німецьких залізничників під час Другої світової війни, встановлено 7 грудня 1943 року указом міністра народної освіти і пропаганди Йозефа Геббельса. Цей день також святкували у НДР, де його встановили 10 червня 1951 року із назвою «День працівників залізничного транспорту», «День німецького залізничника» або «День залізничника»[5][6];
- Сербія — 12 травня як «День залізничника» (Dan željezničara або Дан жељезничара), святкування встановлено у 2001 році на літургійний день Святого Василя Острозького. Також відзначається дата 2 вересня / 15 вересня на згадку про перший регулярний пасажирський рейс, започаткований 1884 року (перша лінія відкрита 23 серпня / 4 вересня 1884 року за маршрутом Белград — Ніш[5];
- Словаччина — 27 вересня, як «День залізничника» (Den železničiarov) на згадку про відкриття кінного залізничного маршруту Братислава — Свєти Юр, першого в Австро-Угорській імперії;
- Словенія — 2 червня, як «День залізничника» (Dan železničarjev) на згадку про прибуття першого поїзда до Граца з Целє 2 червня 1846 року[5];
- Угорщина — друга неділя липня, в «День колії» (Dan Vasutas, з 1961 року). Свято встановлено урядом Угорської Народної Республіки[5].